# Венеційський шолом Сулеймана Пишного

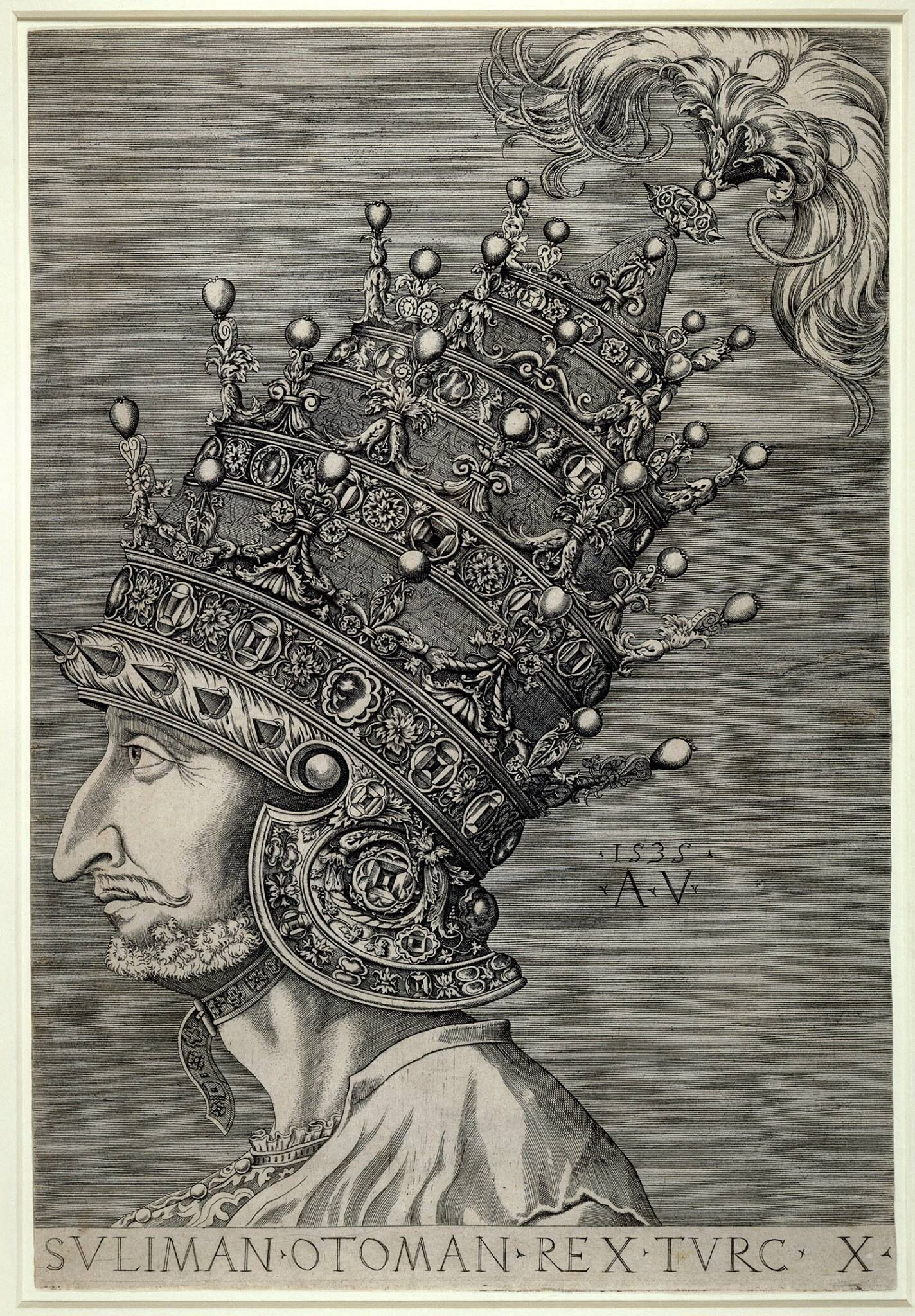
Ілюстрація Сулеймана Пишного у своєму венеціанському шоломі, чотирирівневій короні, призначеній для підкреслення того, що султан перевершує навіть папу (який носив трирівневу корону)

Венеціанський шолом Сулеймана Пишного (тур. Kanuni'nin Dört Katlı Tacı) — вишуканий головний убір, призначений для демонстрації влади султана в контексті османсько-габсбурзького суперництва. Султан придбав його 1532 року. Суперництво з Габсбурзькою монархією було одним із найважливіших політичних і військових відносин, якими займався султан під час свого правління. На додаток до військових кампаній, Сулейман також вживав політичних і дипломатичних заходів для просування позицій Османської імперії, сприяючи торгівлі з європейськими державами та купуючи дорогі коштовності, такі як шолом. Ключовими фігурами, що стояли за покупкою шолома, були великий візир Ібрагім-паша та його головні радники, Іскендер Челебі, головний скарбник, і Альвізе Грітті, впливовий торговець ювелірними виробами, що базувався в османській столиці Константініє, або Стамбулі, як його перейменували в 1930 році.
Після XVI століття шолом був тривалий час відомий лише з дуже схожих відбитків Агостіно Венеціано та інших (не зовсім ясно, хто з них першим створив це зображення). Здається, вони поєднують риси Сулеймана, взяті з інших портретів, доступних у Венеції, а сам шолом був зображений під час виставки у Венеції, ще до того, як потрапив до султана. Шолом вважався химерною вигадкою друкарів, доки у XX столітті вчені не віднайшли записи про реальний об'єкт.

## Дизайн та іконографія

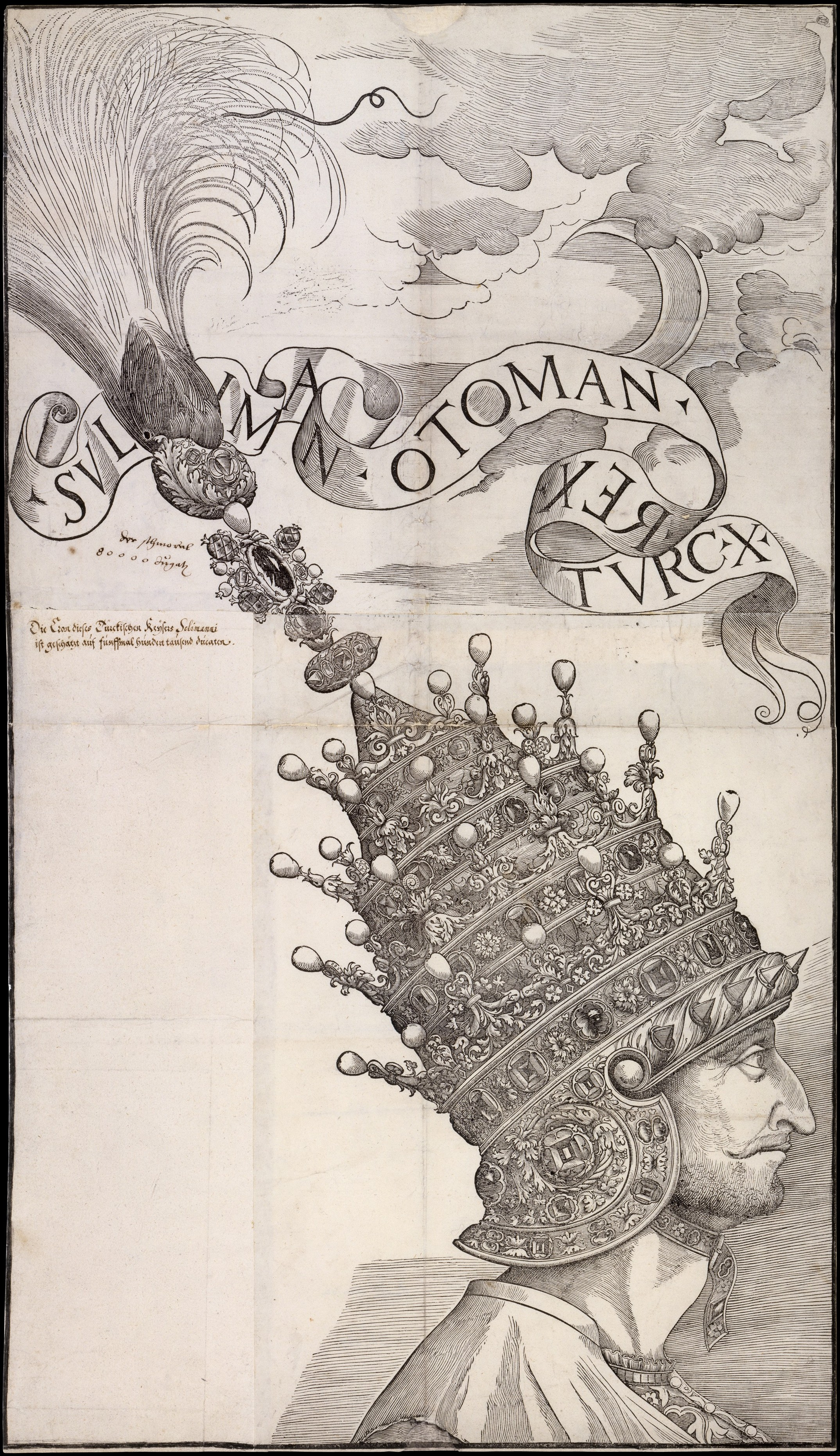
Ілюстрація Агостіно Венеціано, на якій зображено Сулеймана Пишного у венеційському шоломі султана з чотирирівневою короною, 1535 рік

Шолом-корона складалася з чотирьох корон, встановлених усередині шолома австрійського зразка, і увінчалася «пір'ям із серпоподібним кріпленням». Корона була виготовлена із золота й усипана «величезними дванадцятикаратними перлами, пов'язкою з діамантами, сорока сімома рубінами, двадцятьма сімома смарагдами, сорока дев'ятьма перлинами та великою бірюзою». Загальна вартість виробу була оцінена в 115 000 венеційських дукатів.
Пізніші джерела значно завищили вартість виробу, а деякі стверджували, що він коштував понад 500 000 дукатів. Великий візир Ібрагім-паша, відомий своїм смаком до ошатних речей, ймовірно, замовив корону в 1532 році венеційському ювеліру Луїджі Каорліні та його партнерам. Радники Ібрагіма-паші, уродженець Венеції Альвізе Грітті та defterdar (секретар казначейства) Іскендер відіграли важливу роль в організації комісії та закупівлі. Грітті, зокрема, заробив статок, постачаючи Сулейману золото та дорогоцінні камені з Європи. Шолом, ймовірно, був задуманий як відповідь на коронацію Габсбурзького правителя Карла V імператором Священної Римської імперії два роки тому папою Климентом VII. Дизайн шолома свідчить про те, що він був прямим докором як короні Карла, так і триярусній тіарі, яку носив Папа. Чотири яруси шолома переважали Папу та рекламували претензії султана Сулеймана на світове панування. Шолом був доставлений Ібрагім-паші з Венеції 12 травня 1532 року.

## Використання

Сучасна геральдична реконструкція шолома-тіари

Сулейман, можливо, ніколи не носив цей шолом, але записано, що він використовувався як частина експозиції екстравагантних предметів, виставлених поруч із ним, щоб справити враження на західних посланців.
Шолом зіграв свою роль під час кампанії Сулеймана проти столиці Габсбургів Відня 1532 року. Будучи частиною більшого набору об'єктів, включаючи прикрашене дорогоцінними каменями сідло та трон, шолом мав рекламувати європейській аудиторії не лише величезні багатства османського султана, а і його претензії на титул імператора та всесвітній суверенітет. Сучасні звіти стверджують, що «величезне багатство було витрачено, щоб продемонструвати пишність султана», коли шолом та інші регалії прямували зі Стамбула до Відня. У Белграді вулиці були прикрашені тріумфальними арками в стилі Римської імперії, коли Сулейман прямував разом зі свитою пажів, одягнених у вбрання, включно з одним, який, ймовірно, носив шолом. У місті Ніш послів Габсбургів спостерігали за подібною процесією з вершини мінарету. Пізніше ті самі посланці постали перед султаном. Ретельно підібрана публіка залишила посланців «безмовними трупами», коли вони дивилися на шолом разом із пов'язаною колекцією золота та коштовностей, викладених у наметі прийому султана.
Вплив цього параду після кампанії 1532 року тривав ще довго. Гравюри на дереві корони частково відповідали за титул Сулеймана «Пишного» на Заході. Образ корони також проник у європейські п'єси та опери того часу.

## Доля
Попри величезну вартість, шолом мав невелике значення в османському контексті, оскільки султани традиційно не носили корон. Цілком ймовірно, що чотири корони на шоломі були переплавлені для повторного використання пізніше, тоді як сам шолом, який утворював найнижчий рівень виробу, можливо, був подарований Фердинанду I, імператору Священної Римської імперії оскільки подібна корона з'являється в сучасних гравюрах на дереві.